# Манчини, Рэй
Рэй Манчини — американский боксёр-профессионал, выступавший в легкой весовой категории. Чемпион по версии WBA в 1982—1984 годах. Первое поражение потерпел техническим нокаутом в 14 раунде от Алексиса Аргуэлло в 1981 в поединке за чемпионский титул  WBC. В 1982 завоевал титул чемпиона WBA против Артуро Фриаса. 13 ноября 1982 года проводил третью защиту титула против корейского боксера Дук Ку Кима. Манчини доминировал, победив нокаутом в самом начале 14 раунда, Ким поднялся и прошёл к своим секундантам, где отправился на носилках в больницу, скончавшись через пять дней после боя от кровоизлияния в мозг. После этого поединка покончили жизнь самоубийством рефери поединка и мать Кима.
Главным изменением после поединка  Рэя Манчини и Дук Ку Кима стало сокращение количества раундов в чемпионских боях – лимит снизился с 15 до 12 раундов. Эти правила действуют до сих пор.
Рэю Манчини посвящена песня Уоррена Зевона (Warren Zevon)"Boom Boom Mancini"